# Никола Стојановић (политичар)
Никола Стојановић (Љубија код Приједора, 19. август 1933 — Београд, 26. јун 2020) био је економиста и друштвено-политички радник СФР Југославије и СР Босне и Херцеговине.

## Биографија
Рођен је 19. августа 1933. године у Љубији. Нижу гимназију је завршио у Приједору, а Средњу економску школу 1952. у Бањој Луци. На Економском факултету у Сарајеву дипломирао је 21. фебруара 1959. године. Члан је Савеза комуниста Југославије од 1952. године.
У Руднику гвоздене руде у Љубији радио је од фебруара 1959. до септембра 1961. када је као асистент почео да ради у Вишој школи политичких наука у Сарајеву. Магистрирао је фебруару 1964. на Економском факултету у Загребу из области економике комуна. Након тога је изабран за доцента на Факултету политичких наука у Сарајеву за предмет Привредни систем и економска политика СФР Југославије.
Од 1969. до 1971. био је директор Републичког завода за планирање и економска истраживања Босне и Херцеговине, а од 1971. стално је запослен на Економском факултету у Сарајеву у звању доцента на предмету Привредни систем. Од 1971. до 1974. био је члан Савезног извршног већа и Савезни секретар за тржиште и цене.
Од 1974. налазио се на руководећим дужностима унутар Савеза комуниста Босне и Херцеговине. Од марта 1974. до маја 1978. био је секретар Извршног комитета Председништва ЦК СК Босне и Херцеговине, а од маја 1978. до маја 1982. председник Централног комитета СК Босне и Херцеговине и по функцији члан Председништва СР Босне и Херцеговине.
Биран је за члана Централног комитета СКЈ, од Једанаестог конгреса СКЈ 1978. године. Од 1982. до 1986. био је члан Председништва ЦК СКЈ унутар чега је две године био секретар Председништва. Од 1986. до 1989. био је члан Председништва СР Босне и Херцеговине. Због умешаности у аферу Неум, фебруара 1989. поднео је оставку на чланство у ЦК СКЈ и Председништву СР БиХ, након чега се повукао из политике.
Своју архивску грађу оставио је на чување Институту за хисторију Универзитета у Сарајеву.
Преминуо је 26. јуна 2020. године у Београду, а сахрањен је на гробу Баре у Сарајеву.